# Église de Kauhajärvi (Kauhajoki)
Pour les articles homonymes, voir Église de Kauhajärvi.
L'église de Kauhajärvi (en finnois : Kauhajärven kirkko) est une église située dans le village de Kauhajärvi (fi) à Kauhajoki en Finlande.

## Présentation
L'église peut accueillir 150 personnes. 
Le retable représentant Jésus en croix est l'œuvre d'Ilmari Launis. 
L'orgue à 5 jeux est fabriqué en 1977 par la fabrique d'orgues de Kangasala.

## Galerie

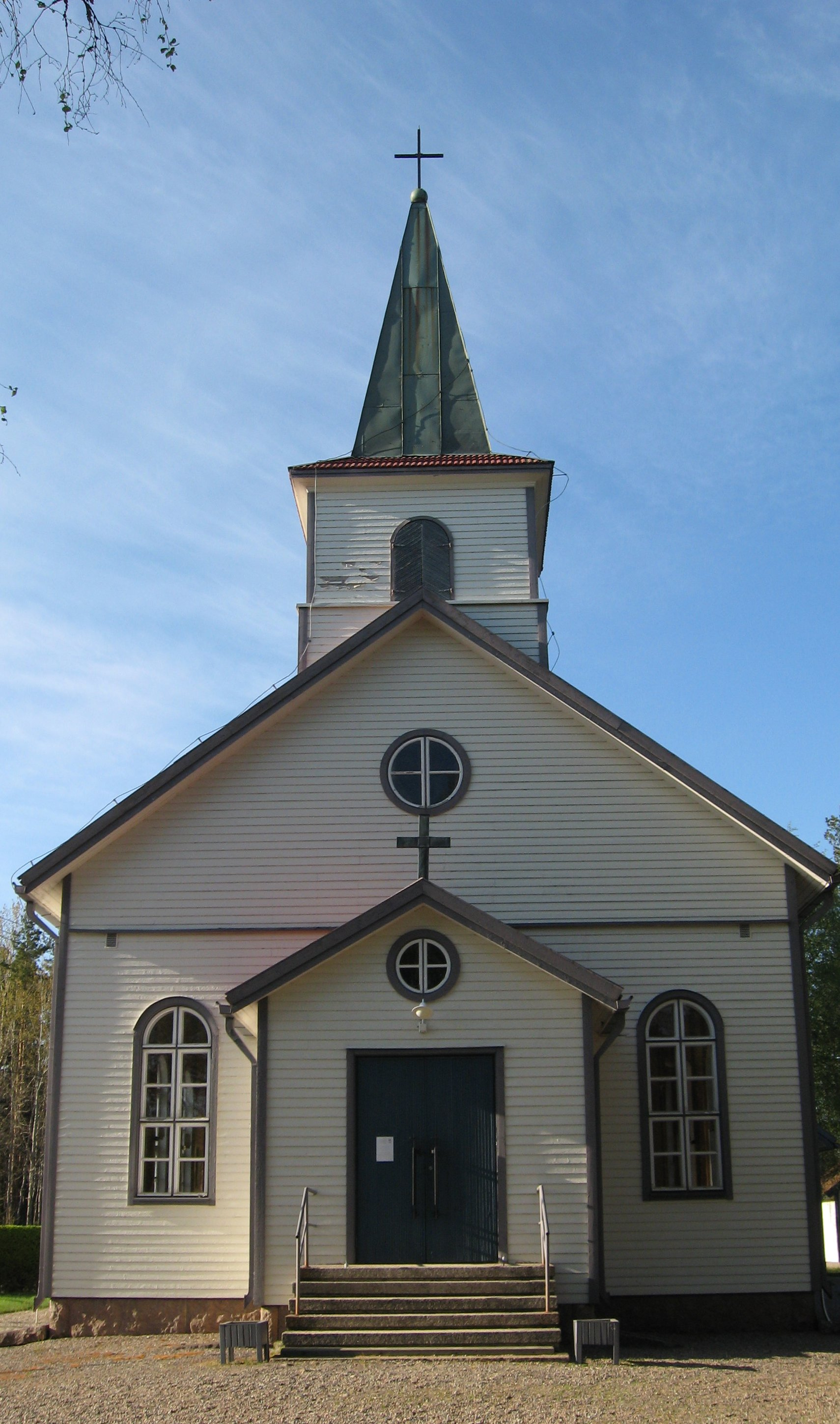
L'entrée.
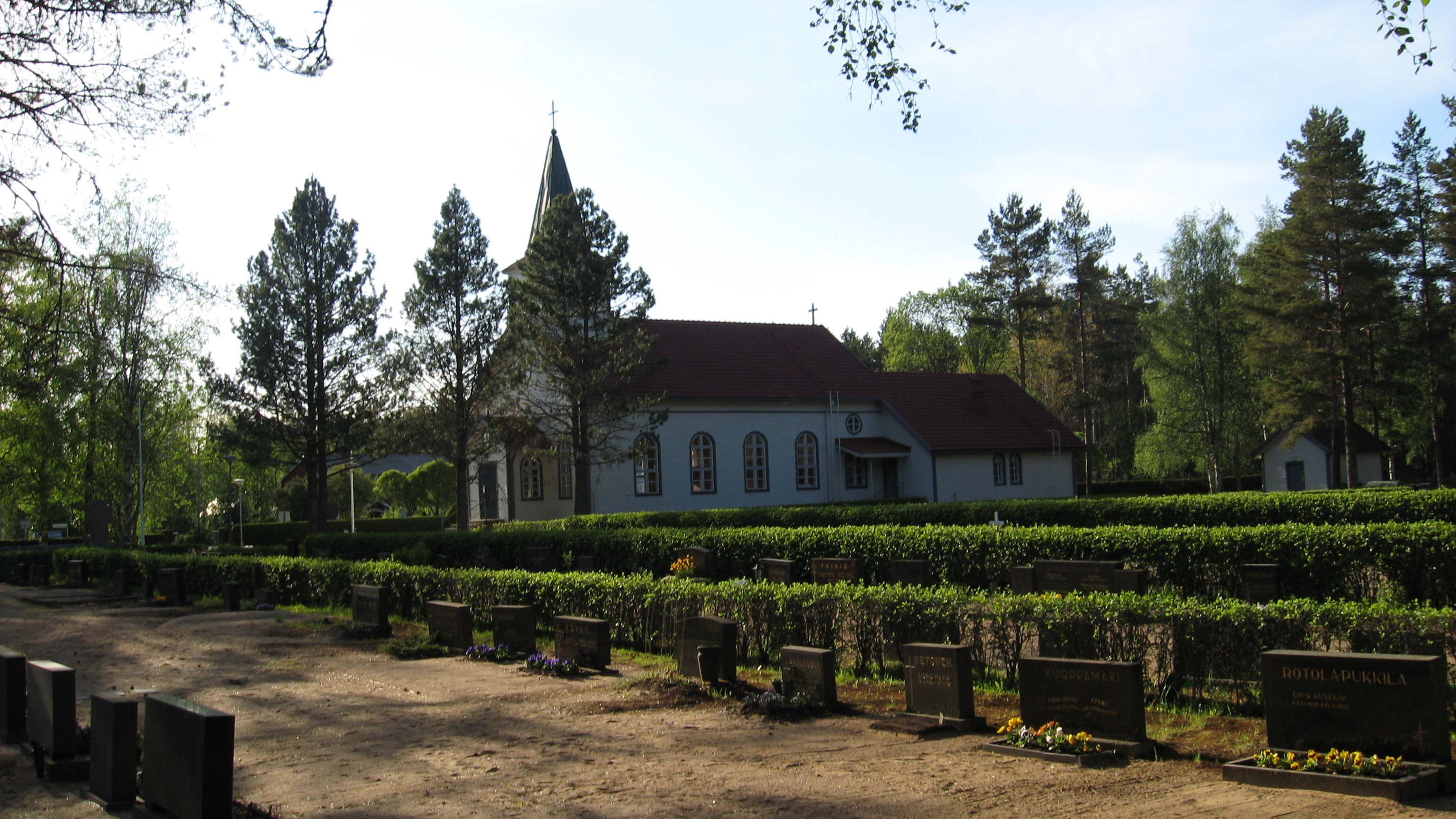
L'église et le cimetière.